# Jens Ludwig
Jens Ludwig (* 30. srpna 1977) je německý kytarista a spoluzakladatel německé power metalové kapely Edguy. Kapelu založil se svými spolužáky Tobiasem Sammetem, Dirkem Sauerem a Dominikem Storchem v roce 1992, když mu bylo pouhých čtrnáct let. V kapele hraje na sólovou kytaru. Podílel se také na prvních dvou albech Sammetovy opery Avantasia.

## Diskografie

### Edguy
- Evil Minded (1994)
- Children of Steel (1994)
- Savage Poetry (1995)
- Kingdom of Madness (1997)
- Vain Glory Opera (1998)
- Theater of Salvation (1999)
- The Savage Poetry (2000)
- Mandrake (2001)
- Burning Down the Opera (2003)
- King of Fools (2004)
- Hellfire Club (2004)
- Hall of Flames (2004)
- Superheroes (2005)
- Rocket Ride (2006)
- Tinnitus Sanctus (2008)
- The Singles (2008)
- Fucking with F***: Live (2009)
- Age of the Joker (2011)
- Space Police: Defenders of the Crown (2014)

### Avantasia
- The Metal Opera (2001)
- The Metal Opera Part II (2002)